# Plug and Play
Plug and Play (abreujat PnP, anglès per a «endollar i jugar» és un estàndard de maquinari incorporat al sistema operatiu d'un ordinador que requereix que un component o una aplicació s'autoidentifiqui per a dur a terme una instal·lació automàtica. Aspira a una instal·lació amb una intervenció mínima de banda de l'usuari per tal de minimitzar els errors de manipulació o de parametrització.
Existeixen diversos noms o acrònims que es refereixen al mateix concepte (tots d'origen anglès) : PnP, i hot-swapping (literalment "intercanvi en calent"). El terme Plug and Play seria associat a Microsoft, que el va fer servir en referència al seu sistema operatiu Windows 95. Però tals aplicacions ja existien al Macintosh, des del 1984.
Els perifèrics veritablement PnP ho són a dos nivells: el material i el de programari. En principi, l'ordinador ha de ser capaç de suportar nous perifèrics sense crear problemes físics o elèctrics en aquests últims. L'ordinador igualment ha de ser capaç de detectar els canvis de configuracions a fer i a mesura que els perifèrics s'afegeixen i es treuen, com ho fan els connectors USB i FireWire.
Una forma més restringida de Plug and Play existeix igualment per sistemes operatius que no gestionen aquests canvis dinàmics: el sistema "power down, plug, power up, and play".
Els començaments del Plug and Play van ser prou difícils (sovint els perifèrics Plug and Play no tenien de Plug and Play més que el nom i eren sovint més complexos a configurar que els perifèrics no classificats com a Plug and Play), i per aquesta raó el Plug and Play s'anomenava de vegades de manera satírica Plug and Pray, «connecta i prega… que funcioni».